# Красне (Калуський район)
Кра́сне — село в Україні, в Перегінській селищній  громаді Калуського району Івано-Франківської області.

## Розташування
Село розташоване за 15 км від районного центру. Село знаходиться у східній частині району. Верхня його частина сягає висоти 589,76 метра над рівнем моря. 1995 року Красному надано статус гірського села.
Селом протікає річка Черлен.

## Назва
Колись існувала назва села Красне поле. Існують дві версії походження назви села. Краєзнавець Михайло Миронюк твердить, що перша назва пішла від червоної землі, политої кров'ю на місці битви між місцевим населенням і ординцями в час їх набігів на Прикарпаття. За іншою версією, назву населений пункт одержав від краси села чи осіннього лісу, у якому переважали буки — його листя в цю пору набирає червоного (красного) забарвлення. Очевидним є походження назви від означення краси, а пов'язування назви з кольором містить виразний пострадянський присмак, бо позначення цим словом червоного кольору властиве винятково російській мові і ніколи не фіксувалось в українській.

## Історія
Перша письмова згадка припадає на 1450 рік.
В давнину в Красному діяла солеварня; в селі було дві соляні криниці — Краснянська і Лісна.
У 1648 році жителі села брали активну участь у народному повстанні, за що їх очікувала кривава розправа після відходу козаків Хмельницького.
В 1858 році в селі Красне Стрийського округу було 1139 жителів.
У «Шематизмі» 1914 року пишеться, що в цей час в селі були 1754 жителі. Поляків було 11, а жидів — 87. Діяла читальня «Просвіти». А церковне Братство нараховувало 135 членів.
64 жителі села воювали в австрійській армії у Першій світовій війні.
В 1921 році в Красному проживало 1519 жителів; в 1935 році — 1747 українців, 5 поляків, 62 євреї. 1939 року в селі проживало 1840 мешканців (1780 українців-греко-католиків, 10 українців-римокатоликів, 10 поляків і 40 євреїв).
Розташування села на краю Чорного Лісу спричинило як постійну присутність повстанців, так і підвищену увагу карателів. У другій половині жовтня 1944 р. сотня «Змії» (командир Павло Вацик «Прут») і дві чоти під командуванням чотового «Явора» сотні «Стріла» (командир Петро Мельник «Хмара») розбили тут станицю внутрішніх військ та захопили зброю, набої і припаси. Роки повстанської боротьби вкрили землю могилами героїв.

## Населення

### Мова
Розподіл населення за рідною мовою за даними перепису 2001 року:
| Мова       | Кількість | Відсоток |
| ---------- | --------- | -------- |
| українська | 1272      | 99.69%   |
| російська  | 4         | 0.31%    |
| Усього     | 1276      | 100%     |

## Церква
Церква Святого Миколая вперше згадується 1684 року про сплату 5 злотих катедратика (столового податку). Також згадується у реєстрі духовенства, церков і монастирів Львівської єпархії 1708 року. У протоколах генеральних візитацій Львівсько-Галицько-Камянецької єпархії 1740—1755 рр. церква Святого Миколая описується як дерев'яна, добра, збудована в 1701 році, парох — Василь Белейович, висвячений у 1725 році Митрополитом Атаназієм Шептицьким, 50 парохіян-господарів.

Красно (Krasne), С. П. Ц. Св. Николая.
Патронъ Его Величество Цѣсарь.
Парохъ Даніилъ Шкурганъ, р. 1844 ор. 1868 ж.
Число душъ гр. к. 1200
Дотація орн. поля 17 мор., сѣнож. 20 мор., дод. конгр. 250 зр. 44 кр. ав.
Стар. пов. Калушъ, о. п. Перегиньско.

Нинішня церква Святого Миколая — дерев'яна, з 1830 року, громада належить до Рожнятівського благочиння Івано-Франківської єпархії Української православної церкви Київського патріархату, прот. Іван Романів. Австрійська армія конфіскувала в серпні 1916 р. у краснянській церкві 6 давніх дзвонів діаметром 77, 52, 49, 37, 32, 28 см, виготовлених у 1859, 1716, 1793, 1736, 1736 рр. Після війни польська влада отримала від Австрії компенсацію за дзвони, але громаді села грошей не перерахувала.

## Освіта
Народна школа заснована в 1845 році. До школи ходило 44 дітей, а в цей час дітей шкільного віку було в селі 155. Вчителем був Коханевич Генріх.
В 1866 році школа в селі стала тривіальною і належала до Калуського шкільного повіту. А в 1913 році, перед першою світовою війною, у селі школа була двокласною (були два вчителі). У школу ходило 169 дітей.
В 1924 році в Красному була двокласна українська школа, яку відвідувало 130 дітей.

## Відомі люди
- о. Володимир Громницький — український греко-католицький священник, крилошанин, релігійний, громадський діяч.

### Загинули
- Коло села 24.11.1944 потрапили в засідку і загинули Кобилинець Іван (псевдо: «Козак», «Сокіл») — командир куреня «Промінь», командир Калуського тактичного відтинку УПА та Линда Остап (псевдо: Ярема) — командир військової округи УПА ВО-2 «Буг».[12]